# Channur Khalsa, Shahpur
Channur Khalsa là một làng thuộc tehsil Shahpur, huyện Gulbarga, bang Karnataka, Ấn Độ.